# Fischschupper

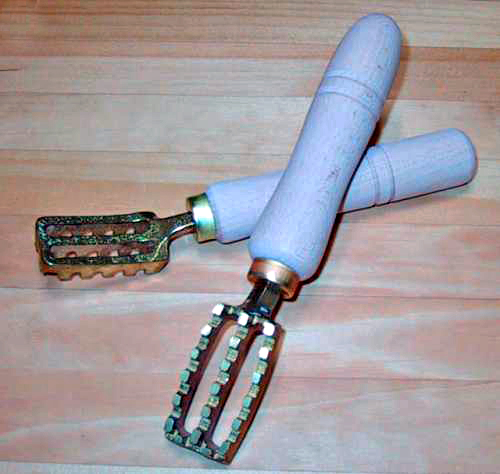
Zwei verschieden große Fischschupper aus Metall und mit Holzgriff

Ein Fischschupper (auch Fischentschupper) ist ein Werkzeug zum Entschuppen von Fischen. Er wird zumeist in der Fischerei, der Fischverarbeitungsindustrie und im Fischhandel etc. sowie beim Angelsport verwendet, eher selten im Haushalt. Im Handel, insbesondere im Fachhandel für Fischereibedarf oder Angelzubehör, ist er in verschiedenen Ausformungen und Materialien erhältlich. Das kratzerartige Werkzeug besteht zumeist aus Metall oder Kunststoff, wobei der Griff teils auch aus Holz hergestellt wird.
Mit Hilfe eines Fischschuppers können bei Fischen, die im Ganzen gekocht, gegart oder gegrillt werden sollen, vor der Zubereitung die Schuppen entfernt werden, indem die Schuppen entgegen der Schuppenrichtung gelöst werden. Besonders bei Barschen, Lachsen oder Zandern ist dies wegen der hartnäckigen Kammschuppen empfehlenswert. Fische, die blaugekocht werden sollen, werden jedoch nicht abgeschuppt.
Alternativ zur Verwendung eines speziellen Schuppers lässt sich das Abschuppen von Fischen auch mit dem Messerrücken eines quer gehaltenen Messers bzw. Kochmessers durchführen. Beim Angelsport sind meist spezielle Schupper aus Metall oder Kunststoff im Gebrauch; einige Angler verwenden jedoch auch Messerrücken oder selbstgebaute Schupper, wie einen auf einen Stock genagelten Kronkorken. In den meisten Fischfachgeschäften sowie in Fischabteilungen von großen Einkaufsmärkten und Kaufhäusern mit Bedienungstheken etc. wird in der Regel auf Kundenwunsch auch das Abschuppen von dort gekauften Fischen übernommen.